# Station Huntly
Huntly is een spoorwegstation van National Rail in Aberdeenshire in Schotland. Het station is eigendom van Network Rail en wordt beheerd door ScotRail. 